# Bartsia alba
Bartsia alba là một loài thực vật thuộc họ Orobanchaceae. Đây là loài đặc hữu của Ecuador.